# Bannock
Bannock, pleme američkih Indijanaca nekada rasprostranjeno preko velikog područja sjevernih Velikih prerija (Great Plains) do podnožja Stjenjaka (Rocky Mountains). Bannocki su bili koncentrirani u današnjem južnom Idahu gdje im se danas nalazi rezervat Fort Hall. Nestanak bizona s prerija i gubitak lovišta, navelo je ovo pleme da podigne ustanak 1878. Danas žive sa Sjevernim Šošonima (Northern Shoshones) na rezervatu Fort Hall a svih skupa ima oko 3.500.
Bannockima je centar bio osobito duž rijeke Snake. Oni su osvajanjem prerije postali polunomadi. Sezonski bi ljeti išli prema Shoshone Fallsu zbog ribolova (losos), lova na sitniju divljač i sakupljanja bobičastog voća (kupine, jagode, maline), ujesen bi Indijanci išli prema sjeveroistoku u lov na bizone, u područje Yellowstonea u Wyoming i Montanu. U svom jesenskom zanimanju obično bi se udruživali sa Sjevernim Šošonima, svojim prijateljima s kojima su često živjeli i dijelili zajedničke neprijatelje, osobito,  ratoborne Indijance Crna Stopa (Blackfeet) koji su kontrolirali lov na bizone na području Montane. Crne Stope su branili ovo lovno područje jer su i sami živjeli od bizona kojega je bilo sve manje. Bez ovih životinja i jednima i drugima prijetila je glad. To se i dogodilo, mnogi Piegan Indijanci iz saveza Blackfeet pomrli su od gladi, a Indijance Bannock natjeralo je na ustanak.
Bannocki nisu nikada bili brojni, najviše 2.000. ipak 1878. oni podižu ustanak ('Bannok War') koji je završio pokoljem 140 banočkih žena i djece, u Charle's Fordu u Wyomingu. 1901. preostalo je 500 Bannocka. Mnogi su se poženili sa Sjevernim Šošonima što je dovelo do gubitka plemenskog identiteta. Oni nisu nestali ima ih i danas na rezervatu Fort Hall, mnogi su mješanci sa Šošonima ali se više ne popisuju pod imenom Bannock.

## Ime
Ime je došlo od njihovog plemenskog naziva Panaítǐ, značenje nije poznato. Po drugim informacijama oni su sebe nazivali i Banákwǔt
Od mnogih pisaca nazivani su i općim imenom Diggers (kopači), pleme Kalispel nazivalo ih je Ogoize. Šošonsko ime za njih bilo je Pun-nush, kod Vrana bili su poznati kao Ush-ke-we-ah. Ostali nazivi su: Moccasin-with-Holes (Lewis and Clark), Broken-Moccasin (Lewis and Clark), Robber Indians (Ross, 1855). Razne varijante imena Bannock su: banac, Ban-acks, Ban-at-tees, Bonacks, Panack, Panak, Ponashta, etc

## Lokalne grupe
Bannocki po jeziku pripadaju u Šošone (Shoshonean) a nastali su odvajanjem od Sjevernih Pajuta (Northern Paiute). Nekad su se sastojali od više lokalnih skupina, od kojih su neke dobivale ime po hrani koju su uzimali. To su:
- Kutsshundika (izgovor kučundika; 'jedaći bizona'; Buffalo-eaters).
- Penointikara ('jedaći meda'; honey-eaters')
- Shohopanaiti (Cottonwood Bannock. 'cottonwood', prevedeno 'pamukovo drvo', vrsta je bijele topole koja raste po raznim krajevima sjedinjenih Država, ime je dobila po karakterističnom plodu nalik na pamuk).
- Yambadika, ('Jedaći Korijenja' Root-eaters )
- Waradika, ('jedaći zobena sjemenja' Rye-grassseed-eaters). kod Swantona ne nalazimo ove dvije zadnje grupe

## Vanjske poveznice
- Bannock Indian Tribe History
- Shoshone-Bannock Indians History/Links
- Shoshone - Bannock Tribes
- Countries and Their Cultures, Bannock
- Infoplease, Bannock
- Four Directions Insitute, Bannock  Arhivirana inačica izvorne stranice od 18. listopada 2008. (Wayback Machine)
- National Geographic, Bannock Indians  Arhivirana inačica izvorne stranice od 4. ožujka 2012. (Wayback Machine)